# Kalinowo
Kalinowo [pronunciación en polaco: /kaliˈnɔvɔ/] es un pueblo en el distrito administrativo de Gmina Piątnica, dentro del Distrito de Łomża, Voivodato de Podlaquia, en el noreste de Polonia. Se encuentra aproximadamente 3 kilómetros al sureste de Piątnica, 4 kilómetros al noreste de Łomża, y 70 kilómetros al oeste de la capital regional, Białystok.